# Russkaja igra
Russkaja igra (Русская игра) è un film del 2007 diretto da Pavel Čuchraj.

## Trama
La carta italiana più tagliente è stata trovata dai suoi creditori, che lo hanno costretto a firmare un'ipoteca su tutto ciò che aveva in una settimana, altrimenti avrebbe dovuto affrontare il carcere. Di conseguenza, va in Russia (nella patria della moglie defunta) nella speranza di vincere denaro lì per uscire dal debito.